# Le Meurtrier de minuit
Le Meurtrier de minuit (Summoned) est un téléfilm américain réalisé par Peter Sullivan et diffusé le 26 juillet 2013 sur Lifetime Movie Network et en France le 5 juillet 2013 sur M6.

## Synopsis
Il y a cinq ans, le tueur en série Evan Lucas est condamné à la peine capitale. Mais depuis quelque temps, les jurés l'ayant condamné sont victimes les uns après les autres de faits mystérieux, qui leur coûtent la vie. Laura, l'un des douze membres du jury, réalise rapidement que ces morts ne sont pas le fait de simples coïncidences et qu'elle est peut-être la prochaine victime. Avec l'aide de l'inspecteur Michael Lyons, elle va mener l'enquête, avec une question à l'esprit : les jurés ont-ils condamné la bonne personne ?

## Fiche technique
- Titre original : Summoned
- Réalisation : Peter Sullivan (en)
- Scénario : Peter Sullivan
- Photographie : Roberto Schein
- Musique : Matthew Janszen
- Durée : 89 minutes
- Pays de production :  États-Unis

## Distribution
- Cuba Gooding Jr. (VF : Julien Kramer) : l'inspecteur Callendar
- Ashley Scott (VF : Laura Blanc) : Laura Price
- Bailey Chase (VF : Denis Laustriat) : l'inspecteur Michael Lyons
- James Hong : Frank
- Tichina Arnold : Mylene
- Amanda Perez (VF : Nastassja Girard) : Sonia
- Tim Abell (VF : Éric Peter) : George Harris
- Scott Whyte (en) : Nathan
- Annie Little (VF : Laura Préjean) : Melissa Miller
- Mark DeCarlo (VF : Renaud Marx) : Richardson
- Marc Barnes (VF : Jonathan Amram) : l'officier Ryan
- Isaiah Morgan : Eli

Source et légende : Version française (VF) sur RS Doublage et selon le carton de doublage.